# Aprostocetus flavifrons
Aprostocetus flavifrons är en stekelart som först beskrevs av Walker 1849.  Aprostocetus flavifrons ingår i släktet Aprostocetus och familjen finglanssteklar. Inga underarter finns listade i Catalogue of Life.